# Élections législatives nigériennes de 1965
Les élections législatives nigériennes de 1965 ont lieu le 21 octobre 1965 au Niger.
Trois semaines après la réélection d'Hamani Diori au poste de président de la République, le Parti progressiste nigérien-Rassemblement démocratique africain (PPN-RDA) remporte les 50 sièges de l'Assemblée nationale.

## Système électoral
Le Niger est doté d'un parlement unicaméral, l'Assemblée nationale composé de 50 sièges (10 de moins qu'en 1960) pourvus pour des mandats de cinq ans. Les candidats aux élections législatives doivent être âgés de vingt-trois ans révolus, savoir lire et écrire le français et être inscrits sur une liste nationale établie par un parti politique légalement constitué. Depuis son indépendance en 1960, le Niger est un régime à parti unique avec le PPN-RDA comme seul parti autorisé.

## Résultats
|                           |                                                                           |           |       |        |     |  |  |  |  |  |  |  |  |  |
| Parti                     | Parti                                                                     | Voix      | %     | Sièges | +/- |  |  |  |  |  |  |  |  |  |
|                           | Parti progressiste nigérien-Rassemblement démocratique africain (PPN-RDA) | 1 677 763 | 100   | 50     | 1   |  |  |  |  |  |  |  |  |  |
|                           |                                                                           |           |       |        |     |  |  |  |  |  |  |  |  |  |
| Suffrages exprimés        | Suffrages exprimés                                                        | 1 677 763 | 99,91 |        |     |  |  |  |  |  |  |  |  |  |
| Votes blancs et invalides | Votes blancs et invalides                                                 | 1 433     | 0,09  |        |     |  |  |  |  |  |  |  |  |  |
| Total                     | Total                                                                     | 1 679 196 | 100   | 50     | 10  |  |  |  |  |  |  |  |  |  |
| Abstentions               | Abstentions                                                               | 30 409    | 1,72  |        |     |  |  |  |  |  |  |  |  |  |
| Inscrits / participation  | Inscrits / participation                                                  | 1 709 605 | 98,28 |        |     |  |  |  |  |  |  |  |  |  |